# Oleh Tjahnybok
Oleh Jaroslavovyč Tjahnybok (též Ťahnybok, ukrajinsky Олег Ярославович Тягнибок, * 7. listopadu 1968, Lvov) je ukrajinský antisemita, od roku 2004 předseda ukrajinské nacionalistické a krajně pravicové politické strany Všeukrajinské sdružení „Svoboda“.

## Biografie
Narodil se do lékařské rodiny a sám vystudoval lékařství, studium chirurgie ve Lvově úspěšně ukončil v roce 1993.
Od roku 1994 do roku 1998 byl členem oblastního parlamentu Lvovské oblasti, od roku 1998 do roku 2006 členem ukrajinského parlamentu. Pak se vrátil do oblastního parlamentu.
V roce 2008 kandidoval neúspěšně na starostu Kyjeva. Získal jen 1,38 % hlasů a funkci obhájil Leonid Černoveckyj s 37,7 % hlasů.
V roce 2010 kandidoval neúspěšně v prezidentských volbách, kde skončil v prvním kole na osmém místě s 1,43 % hlasů (v prvním i druhém kole vyhrál Viktor Janukovyč).
V roce 2012 byl opět zvolen do ukrajinského parlamentu, přičemž jeho strana získala celkem 38 mandátů.